# Salvatierra de Esca
Salvatierra de Esca (Salvatierra d'Esca en aragonès) és un municipi d'Aragó situat a la província de Saragossa i enquadrat a la comarca de la Jacetània.
La temperatura mitjana anual és de 11,8° i la precipitació anual, 800 mm.